# Munster (Mozela)
Munster – miejscowość i gmina we Francji, w regionie Grand Est, w departamencie Mozela.
Według danych na rok 1990 gminę zamieszkiwało 230 osób, a gęstość zaludnienia wynosiła 35 osób/km² (wśród 2335 gmin Lotaryngii Munster plasuje się na 815. miejscu pod względem liczby ludności, natomiast pod względem powierzchni na miejscu 871.).